# Nick Morris
Nick Morris (...) è un regista statunitense attivo principalmente nella realizzazione di video musicali che ha cominciato la sua carriera negli anni '80.
Tra i suoi lavori più famosi ci sono i video di The Final Countdown degli Europe, I'll Be Over You dei Toto, Everytime You Go Away di Paul Young e Heaven dei Warrant. Ha lavorato anche con Elton John, Céline Dion, Alison Moyet, Mr. Mister, Terence Trent D'Arby, Stevie Wonder, Paul Carrack, Prefab Sprout, Kirsty MacColl, David Gilmour (per cui ha diretto il DVD Remember That Night: Live at the Royal Albert Hall), Go West, The Alarm, Status Quo, Natalie Cole, Nena, Scorpions, AC/DC (per cui ha diretto il DVD Stiff Upper Lip Live) e per il supergruppo Ferry Aid. Ha collaborato inoltre agli spettacoli Alegría del Cirque du Soleil e Jesus Christ Superstar, quest'ultimo premiato con un Emmy.
Nel 2009 ha diretto il trionfale concerto di reunion degli Spandau Ballet all'O2 Arena e l'interpretazione di Amleto di Jude Law.

## Videografia

### 1985
- Paul Young - Everytime You Go Away
- Mr. Mister - Kyrie[1]

### 1986
- The Alarm - Spirit of '76
- Europe - The Final Countdown[2]
- Toto - I'll Be Over You
- Eddie Money - Take Me Home Tonight[1]
- Eddie Money - I Wanna Go Back[1]
- Europe - Rock the Night[3]
- Europe - Carrie[4]

### 1987
- The Robert Cray Band - Nothin' But a Woman[1]
- Jennifer Rush & Elton John - Flames of Paradise
- Mason Ruffner - Dancing on Top of the World
- Jennifer Rush - Heart Over Mind
- Eddie Money - We Should Be Sleeping
- Europe - Cherokee[5]

### 1988
- The Alarm - Presence of Love
- Cinderella - Gypsy Road
- Europe - Superstitious[6]
- Cinderella - Don't Know What You Got (Till It's Gone)
- Europe - Let the Good Times Rock[7]

### 1989
- Warrant - Heaven[8]
- Cinderella - The Last Mile
- Marillion - Hooks in You[1]

### 1990
- Basia - Cruising for Bruising
- No Sweat - Heart and Soul
- Warrant - Big Talk[9]
- Bad English - Price of Love[10]

### 1991
- Roadhouse - Tower of Love
- Steelheart - She's Gone
- Bad English - Straight to Your Heart[11]
- Europe - Prisoners in Paradise[12]
- Warrant - I Saw Red[13]